# Mistrzostwa Europy w Lekkoatletyce 1938 – skok w dal mężczyzn
Skok w dal mężczyzn był jedną z konkurencji rozgrywanych podczas II Mistrzostw Europy w Paryżu. Został rozegrany w sobotę, 3 września 1938 roku. Zwycięzcą tej konkurencji został obrońca tytułu mistrzowskiego Niemiec Wilhelm Leichum. W rywalizacji wzięło udział trzynastu zawodników z dziesięciu reprezentacji.

## Rekordy
| Rekord świata     | Jesse Owens (USA)     | 8,13 | Ann Arbor, Stany Zjednoczone | 25.05.1935 |
| Rekord Europy     | Luz Long (GER)        | 7,90 | Berlin, Niemcy               | 01.08.1937 |
| Rekord mistrzostw | Wilhelm Leichum (GER) | 7,45 | Turyn, Włochy                | 08.09.1934 |

## Wyniki
| Miejsce | Zawodnik            | Wynik | Uwagi |
| ------- | ------------------- | ----- | ----- |
| 1       | Wilhelm Leichum     | 7,65  | CR    |
| 2       | Arturo Maffei       | 7,61  |       |
| 3       | Luz Long            | 7,56  |       |
| 4       | István Gyuricza     | 7,27  |       |
| 5       | Ruudi Toomsalu      | 7,24  |       |
| 6       | William Breach      | 7,16  |       |
| 7       | Jean Studer         | 7,14  |       |
| 8       | Jean Baudry         | 7,11  |       |
| 9       | François Mersch     | 7,05  |       |
| 10      | Robert Joanblancq   | 7,04  |       |
| 11      | Åke Stenqvist       | 7,01  |       |
| 12      | Grigorios Lambrakis | 6,94  |       |
| 13      | Vilmos Vermes       | 6,82  |       |